# Staatstheater Augsburg

Logo des Staatstheater Augsburg

Das Staatstheater Augsburg ist ein Theater in der Stadt Augsburg, das am 1. September 2018 aus dem Vierspartenhaus Theater Augsburg hervorgegangen ist. Mittlerweile konnte sich das Staatstheater zu einem Fünfspartenhaus etablieren. Es wird von einer selbstlos tätigen Stiftung betrieben, die von der Stadt Augsburg und dem Freistaat Bayern gleich hohe Zuschüsse erhält. Bis 1999 firmierte das Theater als Städtische Bühnen Augsburg.

## Geschichte

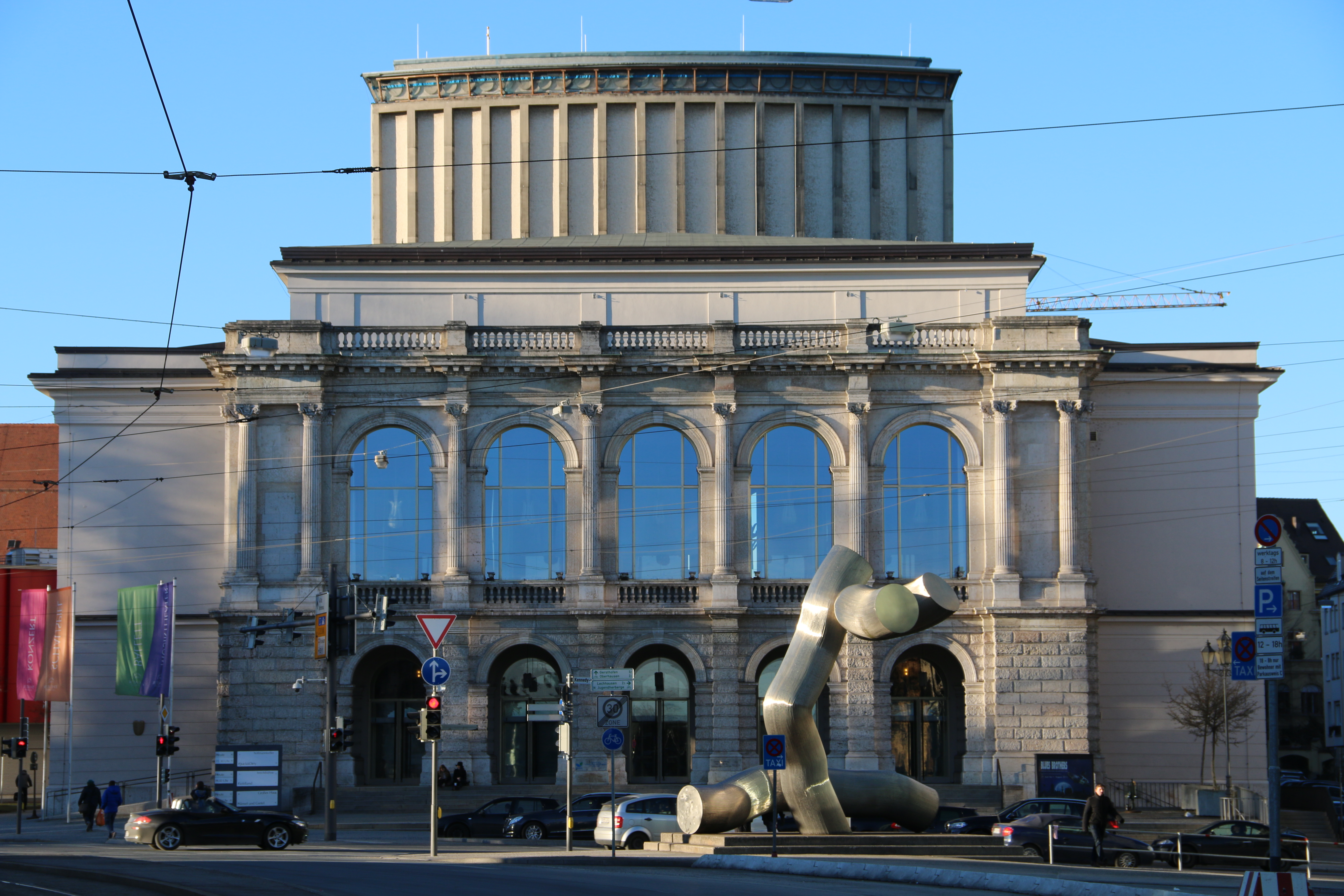
Das Große Haus am Kennedyplatz.

Plakat der Eröffnungsveranstaltung am 26. November 1877

1630 kauften die Augsburger Meistersinger den Welserstadel und bauten ihn als Theaterstätte aus. Dort spielten und sangen Handwerksmeister, stets zur Besserung des Volkes, nit des Gelts wegen, öffentlich.
1665 begann mit der Errichtung des Meistersinger-Stadels durch das städtische Almosenamt am Lauterlech, in der Jakobervorstadt bei der Kirche St. Jakob, Augsburgs eigentliches Theaterleben. Vom Gebäude ist wenig überliefert, es soll 15 „Stüblin“ (Logen) enthalten haben, war aber bereits von Anfang an so baufällig, dass immer wieder teure Sanierungen vorgenommen werden mussten, um Künstler und Zuschauer nicht zu gefährden. Um diese Zeit löste sich auch die Gesellschaft der Meistersinger auf.
1696 oder 1697 wurde die erste Oper in Augsburg unter Leitung von Johann Sigismund Kusser aufgeführt.
1739 errichtete die Stadt für das Jesuitenkolleg St. Salvator ein eigenes Schauspielhaus bei der damaligen Salvatorkirche in der Jesuitengasse. Nachdem Ende 1805 Augsburg bayerisch geworden war, wurde daraus eine Militärreitschule. 1876 zog das städtische Leihamt dort ein; im Zweiten Weltkrieg wurde das Gebäude teilweise zerstört.
Im Jahre 1776 entstand das Stadttheater, im Volksmund Komödienstadel, mit Auftrittsmöglichkeiten für renommierte Gast-Ensembles. Das Gebäude war ein schlichtes Haus mit vier Eingangstüren und hatte Platz für 900 Besucher. Über dem Parkett befanden sich zwei Ränge sowie eine Galerie, geschmückt mit einem Deckengemälde und einem gemalten Vorhang.
Wolfgang Amadeus Mozart besuchte das Theater im Oktober 1777. Seine Oper Don Giovanni wurde hier bereits 1787 (im Uraufführungsjahr) gespielt, die Zauberflöte am 21. Januar 1793, bei übrigens erhöhten Preisen. Am 1. Januar 1876 beschloss der Magistrat den Neubau eines repräsentativen Gebäudes.
Dieses wurde anfangs an den jeweiligen Direktor verpachtet, der das Theater auf eigenes Risiko bespielte. Der erste Theaterleiter war Moritz Krüger (1833–1886). Eröffnet wurde das Große Haus mit der Oper Fidelio am Montag, 26. November 1877. Den Prolog dabei sprach Ernst Possart, damals Oberregisseur an der Hofbühne zu München.
Am 14. April 1886 wurde Henrik Ibsens Stück Gespenster als „Generalprobe“ aufgeführt, da die Zensur eine öffentliche Aufführung verboten hatte. Ibsen war persönlich anwesend. Josef Krägel war dabei der erste „Tischler Engstrand“ und Wilhelm Hellmuth-Bräm spielte „Pastor Manders“.
1919 wurde das Theater kommunalisiert. 1938/39, während einer Renovierung, diente der Ludwigsbau als Ausweichspielstätte für das Theater Augsburg und erneut von 1944 (Zerstörung durch die Luftangriffe auf Augsburg) bis zur Wiedereröffnung 1956. 1999 wurde es in den städtischen Eigenbetrieb überführt.
Zum 1. September 2018 wurde das kommunale Theater in eine Stiftung Staatstheater umgewandelt. Im Jahr 2020 entstand die neue und fünfte Sparte des Hauses mit dem Digitaltheater zu dem unter anderem der deutschlandweit einmalige VR-Lieferservice für 360 Grad-Inszenierungen gehört.

## Spielorte

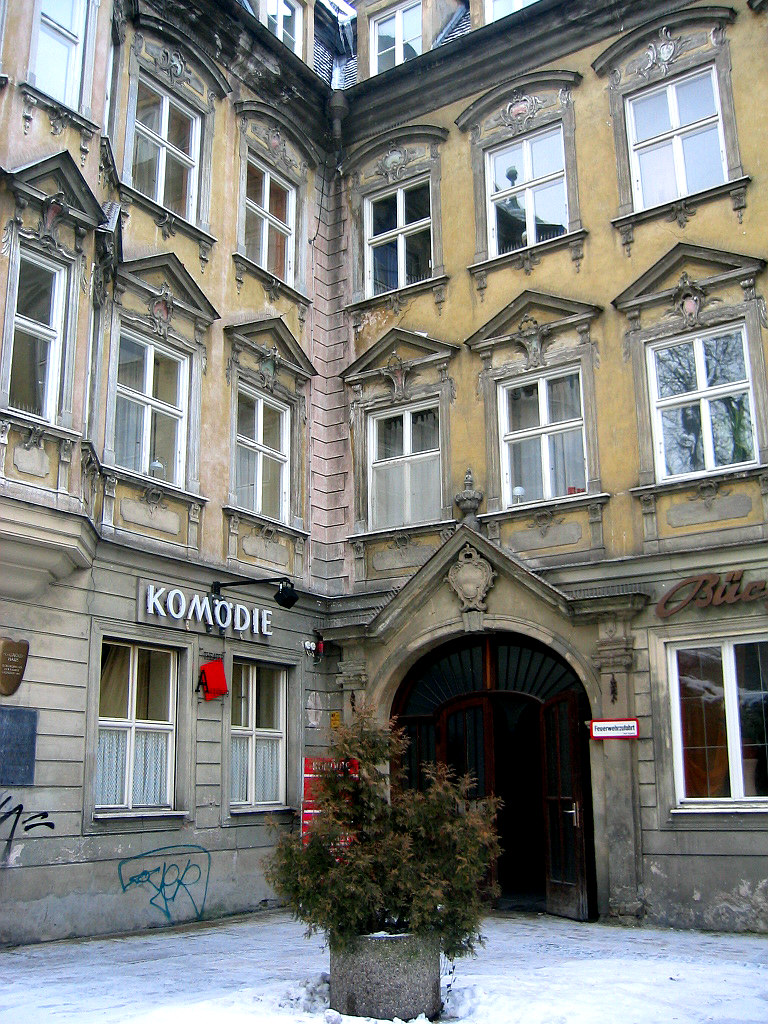
Ehemalige Komödie im Gignoux-Haus

Neben dem Großen Haus bespielte das Theater Augsburg die Spielstätten brechtbühne, Freilichtbühne und den hoffmannkeller. Letzterer galt als Experimentalbühne des Theaters und bot 99 Sitzplätze. Das Große Haus im Stadttheater Augsburg bietet 945 Gästen Platz, die Freilichtbühne, die in der Sommerzeit Opern, Operetten und Musicals präsentiert, hält 2245 Plätze vor. Für ihre Sinfoniekonzerte sind die Augsburger Philharmoniker zu Gast in der Augsburger Kongresshalle. Außerdem finden im Foyer des Theaters regelmäßig Lesungen, Matineen, Liederabende u. ä. statt. Seit der Schließung der Komödie im Sommer 2010 fanden Aufführungen in den ehemaligen Industriehallen der Christian Dierig AG, im Textil- und Industriemuseum (TIM), sowie in der Stadthalle Gersthofen statt. Als Ersatzspielstätte für die Komödie gab es seit Mai 2012 die brechtbühne mit 243 Sitzplätzen auf dem ehemaligen Parkplatz des Theaters Augsburg.
Mit der Schließung des Großen Hauses im Juni 2016 wurde die neue Spielstätte im martini-Park als Ausweichquartier eingerichtet. Seit der Spielzeit 2018/19 dient die brechtbühne im Gaswerk in Augsburg-Oberhausen als weitere Interimsspielstätte. Im November 2021 kam das Alte Rock Café in Kriegshaber als weitere kleine Spielstätte und Begegnungsort dazu. 
Das denkmalgeschützte Große Haus muss grundsaniert werden, zusätzlich kommt ein Neubau. Ursprünglich waren dafür 2016 insgesamt 186 Millionen Euro veranschlagt worden. Durch Baukostensteigerungen musste man 2020 auf bis zu 321 Millionen Euro korrigieren. 2024 wurden die Gesamtkosten mit 417 Millionen Euro angegeben, die Erhöhung mit Baukostensteigerungen begründet. Wegen des Staatstheaterstatus übernimmt das Bundesland 75 Prozent der förderfähigen Kosten, was etwa 54 bis 56 Prozent der tatsächlichen Gesamtkosten entspricht, den Rest finanziert die Stadt Augsburg über Kreditaufnahmen. Die umfangreichen Baumaßnahmen sollen laut Planung (Stand 2024) 2030 abgeschlossen sein, kleinere Restarbeiten bis 2031.

## Ensembles

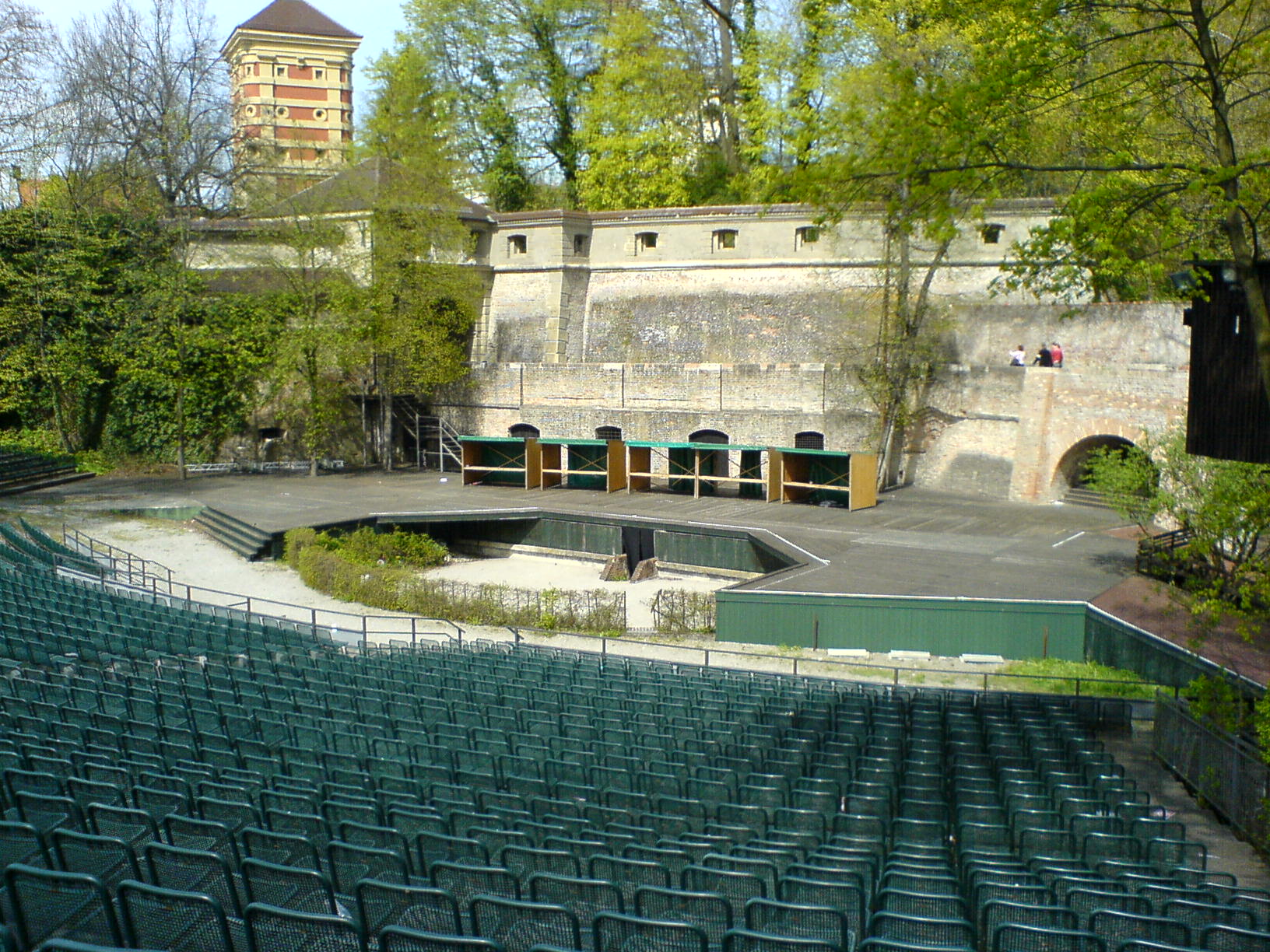
Die Freilichtbühne am Roten Tor.

Das Staatstheater Augsburg verfügt über ein Musiktheater-, Schauspiel- und Ballett-Ensemble sowie den Opernchor des Staatstheater Augsburg und die Augsburger Philharmoniker. 

## Leitung
Am 17. November 2015 meldete die Süddeutsche Zeitung, dass André Bücker zur Spielzeit 2017/18 als Nachfolger für die scheidende Intendantin Juliane Votteler als Intendant berufen wird. Zum 1. September 2017 übernahm Intendant André Bücker die Leitung des Theaters. Neuer Operndirektor ist Daniel Herzog, Ricardo Fernando wurde neuer Ballettdirektor. Domonkos Héja bleibt als Generalmusikdirektor am Theater Augsburg. Im Schauspiel übernahm ein Team die Künstlerische Leitung: Lutz Keßler als Leitender Dramaturg, Sabeth Braun (Dramaturgin), Nicole Schneiderbauer (Hausregisseurin) und David Ortmann (Hausregisseur). Im November 2021 verlängerte die Stiftung Staatstheater Augsburg seinen Vertrag als Staatsintendant um weitere sieben Jahre bis 2028.
Unter dem Motto der ersten Spielzeit »Sinnsucht« schlug das Ensemble des Staatstheater Augsburg neue Wege ein. Das Motto wechselt seither mit jeder neuen Spielzeit. Der neue Intendant André Bücker versteht das Theater als Ort des Diskurses, in dem aktuelle politische und gesellschaftliche Entwicklungen thematisiert werden: »Theater ist für mich ein politischer Ort, der soziale Gegenwart reflektiert.« Er legt den Fokus auf die aufklärerische Kraft des Theaters und stärkt die Potentiale für Bildung und Vermittlung durch eine zusätzliche Stelle in der Theaterpädagogik (Imme Heiligendorff).  
Durch Kooperationen und Partnerschaften mit anderen Kulturinstitutionen und der freien Szene stärkt das Staatstheater Augsburg den Austausch zwischen Theater und Stadtgesellschaft. Darüber hinaus erfordert die Sanierung des Großen Hauses Bewegung. Aus diesem Grund stand die Spielzeit 2017/18 für Aufbruch, Umbruch und Öffnung des Theaters. Davon zeugen auch zahlreiche Projekte wie der »Tatort Augsburg« (Idee und Regie: David Ortmann) und die Plattform für interdisziplinäre und interkulturelle Theaterarbeit »Plan A«.

### Leitung, Direktion und Intendanz
- 1762–1763: Matthias Wittmann[3]
- 1763–1769: unbekannt
- 1769–1770: Theresina von Kurtz
- 1770–1776: unbekannt
- 1776: Peter Rosa
- 1776–1777: André Schopf und Therese Schimann
- 1777–1778: Franz Moser
- 1778–1779: Emanuel Schikaneder
- 1779: Wolfgang Rößl
- 1779–1780: Johann Böhm
- 1780: J.G. Seipp und Fr. Bulla
- 1781: Felix Berner
- 1781: Friedrich Koberwein
- 1782: Felix Berner
- 1782: Karl August Dobler
- 1783: Korndorfer
- 1784: André Schopf und Therese Schimann
- 1785: Roman Waizhofer
- 1786: Emanuel Schikaneder
- 1786–1787: Emanuel Schikaneder
- 1787: Friedrich Koberwein
- 1788: André Schopf (Konzession erteilt, ob gespielt wurde oder nicht ist unbekannt)
- 1789: Karl von Morocz
- 1790–1793: Joseph Voltolini
- 1793–1794: Wenzeslaus Mihule
- 1794–1795: Friederika Voltolini
- 1795–1796: Joseph Fugger von Kirchheim
- 1797–1798: Kindler
- 1799: Karl von Steinsberg
- 1800–1801: Oberlieutenant von Haselmeier
- 1801–1802: Büchner
- 1803–1806: Maria Vanini
- 1806–1807: Lina von Schleppegrell
- 1807–1813: Friedrich Müller
- 1813–1815: Karoline Müller
- 1816–1817: Karl Hain
- 1817–1829: Joseph Schemenauer
- 1830–1834: Johann Weinmüller
- 1834–1837: August Rothhammer
- 1837–1841: Johann Weinmüller
- 1841–1843: Karl Beurer
- 1843–1844: Johann Weinmüller
- 1844–1845: Franz Tagler und Nikolaus Roberti
- 1845–1851: Wilhelm Lippert
- 1851–1852: Karl Beurer
- 1852–1853: Ernst Walther
- 1853–1858: Friedrich Engelken
- 1858–1864: Anton Bömly
- 1868–1875: Louis Ubrich
- 1877–1881: Moritz Krüger
- 1881–1882: August Grosse
- 1882–1883: Louis Ucko
- 1883–1886: August Grosse
- 1886–1887: Franz Deutschinger
- 1887–1896: Louis Ubrich
- 1896–1903: Karl Schröder
- 1903–1928: Carl Häusler
- 1929–1931: Karl Lustig
- 1931–1936: Erich Pabst
- 1936–1938: Leon Geer
- 1938–1945: Willy Becker
- 1945–1947: Guido Nora
- 1947–1949: Berthold Sakmann
- 1949–1953: Willy Becker
- 1953–1958: Hans Meissner
- 1958–1968: Karl Bauer
- 1968–1973: Peter Ebert
- 1973–1981: Rudolf Stromberg
- 1981–1992: Helge Thoma
- 1992–1997: Peter Baumgardt
- 1997–1999: Helge Thoma
- 1999–2007: Ulrich Peters
- 2007–2017: Juliane Votteler
- seit 1. September 2017: André Bücker

### Musikdirektoren
- Fritz Josef Schnell
- 1940–1969: Anton Mooser
- 1958–1963: István Kertész
- 1963–1972: Hans Zanotelli
- 1972–1981: Gabor Ötvös
- 1981–1989: Bruno Weil
- 1989–1994: Michael Luig
- 1994–2002: Peter Leonard
- 2002–2009: Rudolf Piehlmayer
- 2009–2014: Dirk Kaftan
- 2014–2015: Lancelot Fuhry (kommissarisch)
- seit 2015: Domonkos Héja

## Sonstiges

### Spielzeitmotto
- 2014/15: Langsam, Wozzeck, langsam; ein nach dem anderen!
- 2015/16: Das ist das neue Leben, ...
- 2016/17: Die Kunst ist lang
- 2017/18: Sinnsucht
- 2018/19: Geistzeit
- 2019/20: Machtfrei
- 2020/21: Eigensein
- 2021/22: Endlich

### Krimi
Der Augsburg-Krimi Der Intendant stirbt dramatisch von Peter Garski spielt im Augsburger Theater. Bei der Premiere des Musicals Frankensteins Monster fallen der Intendant und ein dubioser Bauunternehmer vom Balkon in die Zuschauer. Ein Giftpfeil hatte den Falschen getroffen. Im Augsburger Theater wurde er im Jahre 2002 mit der Rockband Waxx präsentiert.